# شکیرکی (استان پومرانی غربی)
شکیرکی (به لهستانی:  Siekierki) یک منطقهٔ مسکونی در لهستان است که در گمینا تسدنگا واقع شده‌است. شکیرکی ۱۷۳ نفر جمعیت دارد.